# Robert Wagner (Politiker, 1847)
Robert Wagner (* 13. Dezember 1847 in Schwarzenberg LU; † 10. August 1926 in Stans) war ein Schweizer Politiker. Von 1898 bis 1901 und erneut von 1906 bis 1913 gehörte er als Vertreter der Konservativen dem Regierungsrat des Kantons Nidwalden an.

## Leben
Robert Wagner wurde in Schwarzenberg LU als Bürger von Dallenwil und Sohn des Nidwaldner Landschreibers Anton Wagner und der Schwarzenbergerin Barbara Fuchs geboren. Er war die meiste Zeit seines Lebens Landwirt. Im Jahr 1890 gründete er die Fabrik Wagner & Cie. im Rotzloch, die im Kalkabbau und der Zementproduktion tätig war. Im Jahr 1900 verkaufte Wagner seine Fabrik und wurde wieder Bauer. Sein erstes Amt war 1873 bis 1876 die Stelle als Gemeindeschreiber von Stans. Wie sein Grossvater, Vater, Schwiegervater, Bruder und Neffe war Robert Wagner (zwischen 1877 und 1889) Landschreiber des Kantons Nidwalden. 
Auf lokaler Ebene war Robert Wagner erst spät aktiv. Er war zwischen 1904 und 1907 Präsident des Armenrats von Stans und 1913/1914 Kirchmeier (Präsident des Kirchenrats).
Der Grossteil seiner politischen Karriere waren Ämter auf kantonaler Ebene. So war Wagner von 1889 bis 1901 Ratsherr im Landrat. Er wurde an der Landsgemeinde 1898 erstmals in die Regierung gewählt und blieb dort drei Jahre. Im Jahr 1906 wurde Robert Wagner erneut in den Regierungsrat gewählt. Er übte das Amt das Amt als Nidwaldner Polizeidirektor bis 1913 aus.
Robert Wagner heiratete am 1. Juni 1878 in Stans Paulina Odermatt. Aus dieser Ehe stammen fünf Kinder (vier Töchter und ein Sohn). Seine älteste Tochter starb mit zwanzig Jahren. Sein einziger Sohn Arnold Wagner war Nationalrat und ebenfalls Regierungsrat.

## Quelle
- Neues Stammbuch. Band 2, Wagner, 56 (15) (Seite 10).